# Les Nouvelles Littéraires
Les Nouvelles Littéraires var en illustrerad intellektuell veckotidning, utgiven i Paris från oktober 1922 av Martin du Gard. Tidskriften lades ned 1985
Tidskriften innehåller dikter, noveller, essayer, recensioner, korresponsenser från utlandet, översikter över teater, film, konst, vetenskap och bibliografi. Redaktör var under den första tiden Frédéric Lefèvre. Bland regelbundna medarbetare namn som Edmond Jaloux, Jean Cassou, Jean-Jacques Brousson, Georges Montgrédien och Gustave Cohen.